# Каретний провулок (Житомир)
Каретний провулок — провулок у Богунському районі міста Житомира.

## Характеристики
Провулок розташований в центральній частині міста. Бере початок від Покровської вулиці. Прямує на північний схід. Завершується глухим кутом.

## Історія
Провулок та його забудова почали формуватися на початку ХІХ століття. Показаний на мапі першої половини ХІХ століття як такий, що брав початок з нинішнього Львівського провулка.
Історична забудова провулка сформувалася у середині ХІХ століття. В одній із садиб провулка діяла майстерня з ремонту карет та екіпажів. Цим пояснюється назва провулка. Власниками садиби була родина Дрикаловичів. Провулок також відомий деякий час як провулок Дрикаловича.
Внаслідок втілення в життя генерального плану з коригуваннями, якими передбачалася радіально-відцентрова система планування міста, утворена рядами радіальних та поперечних вулиць, у другій половині ХІХ століття провулок опинився всередині кварталу між новопрокладеними вулицями, що нині відомі як Покровська (з якої провулок отримав початок), Львівська та Михайла Грушевського. Ділянка провулка між нинішніми Львівським провулком та Покровською вулицею протягом другої половини ХІХ століття була забудована. 
Частка історичної малоповерхової забудови провулка не збереглася, а також зменшилася протяжність провулка внаслідок забудови кварталу багатоповерховими житловими будинками у 1970-х роках. 